# Diplusodon pygmaeus
Diplusodon pygmaeus är en fackelblomsväxtart som beskrevs av T. B. Cavalcanti. Diplusodon pygmaeus ingår i släktet Diplusodon och familjen fackelblomsväxter. Inga underarter finns listade i Catalogue of Life.